# Thanaka

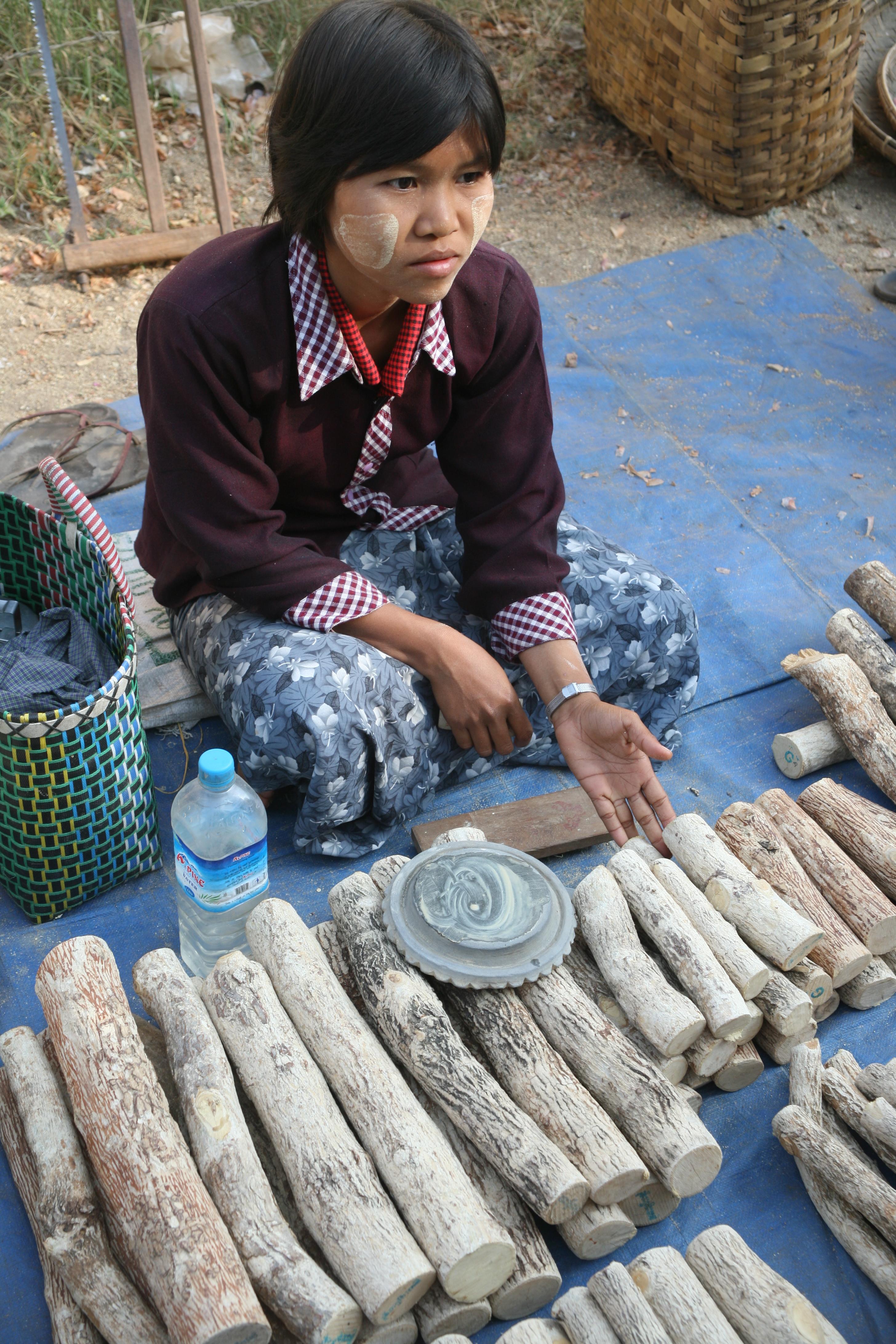
Verkoop van thanaka op een markt in Myanmar

Thanaka is een lichtgele stof die vooral vrouwen en kinderen in Myanmar op hun gezicht smeren als bescherming tegen zonnebrand en als cosmetica. 
Thanaka wordt gemaakt van de schors van de thanakaboom (Murraya) of van de olifantsappel (Limonia acidissima). De schors wordt op een steen tot poeder vermalen en vermengd met water tot een papje. Na het aanbrengen op het gezicht droogt de thanaka uit tot een hard laagje. 
Sommige vrouwen versieren de thanaka met motieven.

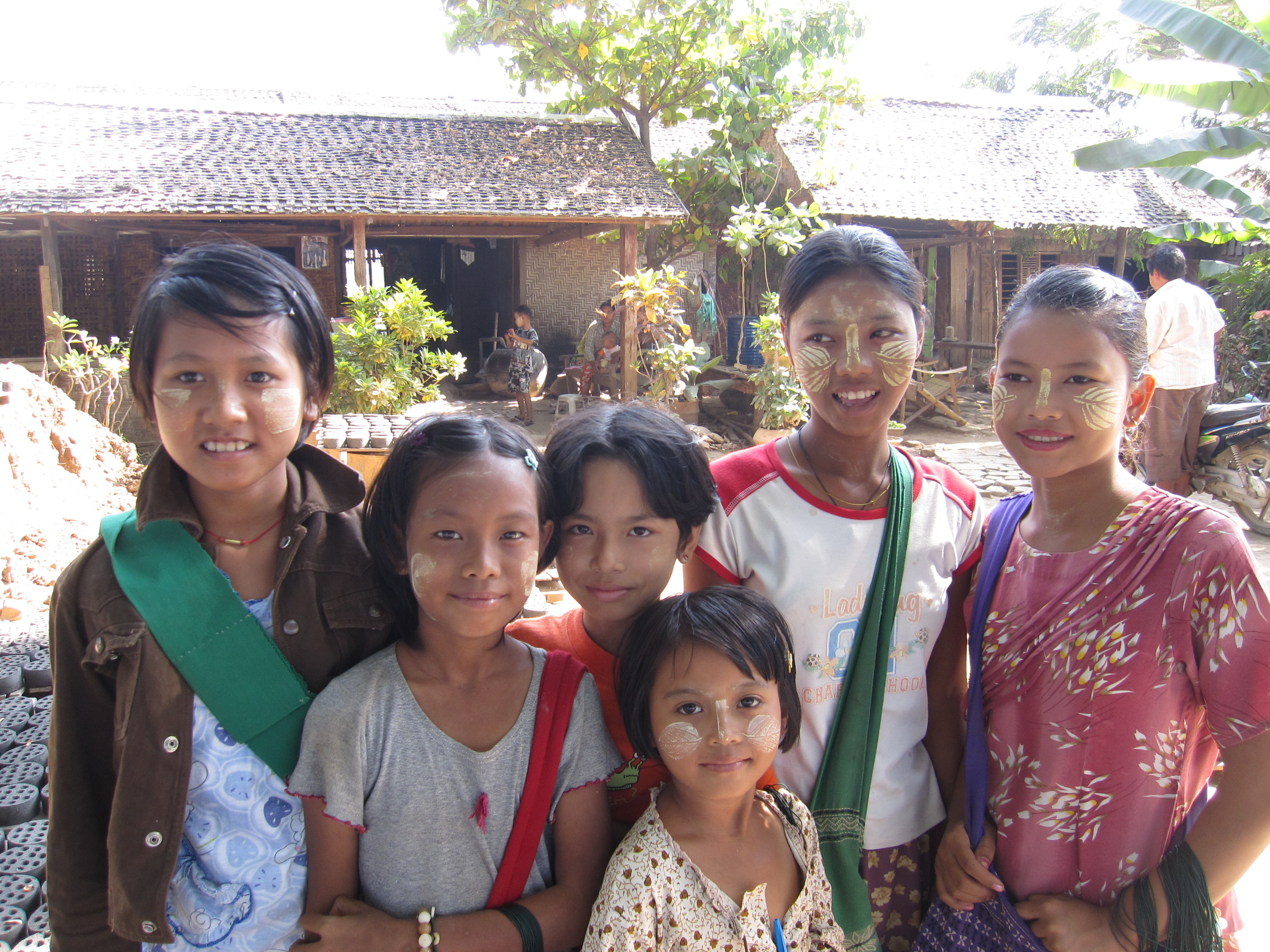
Meisjes met thanaka in Ava, Myanmar